# Monne (rivière du Puy-de-Dôme)
Ne doit pas être confondu avec Monné.
La Monne est une petite rivière française qui coule dans le département du Puy-de-Dôme. Elle prend sa source près du col de la Croix-Morand et se jette dans la Veyre après un parcours tortueux.

## Géographie
La Monne prend sa source près du col de la Croix-Morand, à 1 320 m d'altitude sur le versant sud du puy de Baladou, sur le territoire de la commune de Saulzet-le-Froid au-dessus du village de Mareuge, dans le Puy-de-Dôme. Elle s'écoule ensuite en direction de l'est-nord-est jusqu'à sa confluence avec la Veyre à Veyre-Monton, à 370 m d'altitude, 5 km avant l'embouchure de celle-ci dans l'Allier ; la Monne fait donc partie du bassin de la Loire.
Selon le SANDRE, la rivière mesure 27,88 km.
La Monne fait partie d'un ensemble hydrographique qui draine les monts Dore. Ce système est constitué de rivières coulant vers l'Est pour se jeter dans l'Allier dans les différentes plaines de Limagne. Au sud on trouve le pays des Couzes avec en partant du sud, la Couze d'Ardes, La Couze Pavin et enfin la Couze Chambon on trouve ensuite la Monne puis la Veyre. En continuant vers le Nord on trouve d'autres rivières qui s'alimentent dans la chaîne des Puys : l'Auzon, l'Artière puis la Tiretaine qui traverse Royat, Chamalières et Clermont-Ferrand.
Toutes ces rivières qui descendent de plus de 1 000 m à 350 m environ entaillent plus ou moins profondément d'ouest en est le rebord granitique de la faille des Limagnes. La Monne elle-même a produit les gorges parmi les plus spectaculaires et les plus sauvages entre les communes d'Olloix et de Cournols.

## Communes traversées
Depuis sa source, la Monne traverse successivement :
- Saulzet-le-Froid
- Le Vernet-Sainte-Marguerite
- Aydat
- Limite Aydat (rive nord) / Saint-Nectaire (rive sud)
- Limite Cournols (rive nord) / Saint-Nectaire (rive sud)
- Limite Cournols (rive nord) / Olloix (rive sud)
- Saint-Saturnin
- Saint-Amant-Tallende
- Tallende
- Veyre-Monton